# Principios de Núremberg
Los Principios de Núremberg son un conjunto de directrices que sirven para determinar qué constituye un crimen de guerra. El documento fue elaborado por la Comisión de Derecho internacional de Naciones Unidas posteriormente a los juicios de Núremberg para establecer los principios legales que debían regir contra delitos de guerra, contra la humanidad y contra la paz.
En la resolución número 177 (II), párrafo (a) de la Asamblea General de las Naciones Unidas se le solicitó a la Comisión de Derecho internacional que "formulase los principios del derecho internacional reconocidos en la Carta de los Juicios de Núremberg y en las determinaciones del tribunal". Durante el curso de sus deliberaciones sobre este tema, surgió la pregunta si la comisión debía determinar o no, y hasta qué punto los principios contenidos en la carta y el juicio constituyen derecho internacional. Se concluyó que dado que los principios de Núremberg habían sido confirmados por la Asamblea General, la tarea confiada a la comisión no era dar su apreciación sobre si los principios eran o no Derecho internacional sino solo formularlos. El texto dado a continuación fue aprobado por la comisión en su segunda sesión. El informe de la comisión también contiene comentarios sobre los principios.
Las guías son las siguientes:

## Principio I
Cualquier persona que cometa actos que constituyan un crimen bajo las leyes internacionales será responsable y por consiguiente sujeto a castigo.

## Principio II
El hecho de que las leyes internas no impongan castigo por un acto que constituya un crimen bajo las leyes internacionales no exime a la persona que cometió el acto de su responsabilidad bajo las leyes internacionales.

## Principio III
El hecho de que una persona que ha cometido un acto que constituye un crimen bajo las leyes internacionales sea Jefe del Estado o un oficial responsable del Gobierno no le exime de la responsabilidad bajo las leyes internacionales.

## Principio IV
El hecho de que una persona actúe bajo las órdenes de su Gobierno o de un superior no le exime de la responsabilidad bajo las leyes internacionales, siempre que se demuestre que tenía posibilidad de actuar de otra forma.
Comentarios
Este principio podría parafrasearse de la siguiente manera: «No es una excusa aceptable decir 'sólo seguía las órdenes de mi superior'».
Antes de los Juicios de Núremberg, esta excusa se conocía en el lenguaje común como «órdenes superiores». Tras el destacado y sonado acontecimiento de los Juicios de Núremberg, esa excusa es conocida ahora por muchos como la «Defensa de Núremberg».  En los últimos tiempos, un tercer término, «órdenes legítimas» se ha convertido en lenguaje común para algunas personas. Los tres términos están en uso hoy en día, y todos tienen matices ligeramente diferentes de significado, dependiendo del contexto en el que se utilizan.
El Principio IV de Núremberg está respaldado jurídicamente por la jurisprudencia que se encuentra en ciertos artículos de la Declaración Universal de Derechos Humanos que tratan indirectamente sobre la objeción de conciencia. También se apoya en los principios que figuran en el párrafo 171 del Manual sobre procedimientos y criterios para determinar la condición de refugiado, publicado por la Oficina del Alto Comisionado de las Naciones Unidas para los Refugiados (ACNUR). Dichos principios tratan de las condiciones en las que los objetores de conciencia pueden solicitar el estatuto de refugiado en otro país si se enfrentan a la persecución en su propio país por negarse a participar en una guerra ilegal.

## Principio V
Cualquier persona acusada de un crimen bajo las leyes internacionales tiene el derecho de un juicio justo ante la ley.

## Principio VI
Los crímenes que se enumeran a partir de aquí son castigables como crímenes bajo las leyes internacionales:
(a) Guerra de agresión: 
(i) La planificación, preparación, iniciación o comienzo de una guerra de agresión, o una guerra que viole los tratados internacionales, acuerdos o promesas;
(ii) La participación en un plan común o conspiración para el cumplimiento de cualquiera de los actos mencionados en (i).
(b) Crímenes de Guerra:
Las violaciones de las leyes o costumbres de la guerra que incluyen, pero no están limitadas a, asesinato, trato inhumano o deportación como esclavos o para cualquier otro propósito de la población civil de un territorio ocupado, asesinato o trato inhumano a prisioneros de guerra, a personas sobre el mar, asesinato de rehenes, pillaje de la propiedad pública o privada, destrucción injustificada de ciudades, pueblos o villas, o la devastación no justificada por la necesidad militar.
(c) Crímenes contra la humanidad:
Asesinato, exterminio, esclavitud, deportación y cualquier otro acto inhumano contra la población civil, o persecución por motivos religiosos, raciales o políticos, cuando dichos actos o persecuciones se hacen en conexión con cualquier crimen contra la paz o en cualquier crimen de guerra.

## Principio VII
La complicidad en la comisión de un crimen contra la paz, un crimen de guerra o un crimen contra la humanidad tal y como fueron expuestos en los Principios VI, es un crimen bajo las leyes internacionales. 

## El poder o la falta de poder de los Principios
En el período inmediatamente anterior a la firma del 26 de junio de 1945 de la Carta de las Naciones Unidas, los gobiernos que participaron en su redacción se opusieron a conferir a las Naciones Unidas poder legislativo para promulgar un reglas vinculante. poder legislativo para promulgar reglas vinculantes de derecho internacional. Como corolario, también rechazaron las propuestas de conferir a la Asamblea General el poder de imponer ciertas convenciones generales a los Estados mediante algún tipo de voto mayoritario. Sin embargo, hubo un fuerte apoyo para conferir a la Asamblea General los poderes más limitados de estudio y recomendación, lo que llevó a la adopción del artículo 13 en el Capítulo IV de la Carta. Obliga a la Asamblea General de las Naciones Unidas a iniciar estudios y hacer recomendaciones que fomenten el desarrollo progresivo del derecho internacional y su codificación. Los Principios de Núremberg fueron elaborados por los órganos de la ONU bajo ese mandato limitado.
A diferencia del derecho de los tratados, el derecho internacional consuetudinario no está escrito. Para demostrar que una determinada norma es consuetudinaria hay que demostrar que se refleja en la práctica de los Estados y que existe la convicción en la comunidad internacional de que dicha práctica es necesaria como cuestión de derecho. (Por ejemplo, los Juicios de Núremberg fueron una "práctica" del "derecho internacional" de los Principios de Núremberg; y esa "práctica" fue apoyada por la comunidad internacional). En este contexto, la "práctica" se refiere a la práctica oficial de los Estados y, por tanto, incluye las declaraciones formales de los Estados. Es posible una práctica contraria por parte de algunos Estados. Si esta práctica contraria es condenada por otros estados, la norma se confirma. (Véase también: Fuentes del derecho internacional)
En 1947, en virtud de la Asamblea General de la ONU Resolución 177 (II), párrafo (a), se encargó a la Comisión de Derecho Internacional que "formulara los principios de derecho internacional reconocidos en la Carta del Tribunal de Nuremberg y en la sentencia del Tribunal". En el curso del examen de este tema, se planteó la cuestión de si la Comisión debía o no determinar en qué medida los principios contenidos en la Carta y la sentencia constituían principios de derecho internacional. Se llegó a la conclusión de que, dado que los Principios de Núremberg habían sido afirmados por la Asamblea General, la tarea encomendada a la Comisión no consistía en expresar ninguna apreciación sobre estos principios como principios de derecho internacional, sino simplemente en formularlos. El texto anterior fue adoptado por la Comisión en su segunda sesión. El Informe de la Comisión contiene también comentarios sobre los principios (véase el Anuario de la Comisión de Derecho Internacional, 1950, vol. II, págs.  374-378).

## Ejemplos de los principios apoyados y no apoyados

### El Estatuto de Roma de 1998 de la Corte Penal Internacional
En relación con el Principio IV de Nuremberg, y su referencia a la responsabilidad de un individuo, podría argumentarse que una versión de la defensa Órdenes Superiores puede encontrarse como defensa frente a crímenes internacionales en el Estatuto de Roma de la Corte Penal Internacional. (El Estatuto de Roma fue acordado en 1998 como documento fundacional de la Corte Penal Internacional, establecida para juzgar a aquellos individuos acusados de graves crímenes internacionales).  El artículo 33, titulado «Órdenes superiores y prescripción de la ley,»
establece:

1. El hecho de que un crimen de la competencia de la Corte haya sido cometido por una persona en cumplimiento de una orden de un Gobierno o de un superior, sea militar o civil, no eximirá a esa persona de responsabilidad penal a menos que

- (a) La persona tenía la obligación legal de obedecer órdenes del Gobierno o del superior en cuestión;
- b) La persona no supiera que la orden era ilegal; y
- c) La orden no era manifiestamente ilegal.

2. A los efectos de este artículo, son manifiestamente ilegales las órdenes de cometer genocidio o crímenes contra la humanidad.
.
Existen dos interpretaciones de este artículo:
- Esta formulación, especialmente (1)(a), aunque prohíbe efectivamente el uso de la Defensa de Nuremberg en relación con cargos de genocidio y crímenes contra la humanidad, parece sin embargo permitir el uso de la Defensa de Nuremberg como protección contra cargos de crímenes de guerra, siempre que se cumplan los criterios relevantes.
- No obstante, esta interpretación del artículo 33 de la CPI está abierta al debate: Por ejemplo, el Artículo 33 (1)(c) protege al acusado sólo si «la orden no era manifiestamente ilegal». La «orden» podría considerarse «ilegal» si consideramos que Principio IV de Nuremberg es la «ley» aplicable en este caso.  Si es así, entonces el acusado no está protegido.  La discusión sobre si el Principio IV de Nuremberg es o no la ley aplicable en este caso se encuentra en una discusión sobre el poder o la falta de poder de los Principios de Nuremberg.

### Canadá
El Principio IV de Nuremberg, y su referencia a la responsabilidad individual, también se cuestionó en Canadá en el caso Hinzman contra Canadá. Jeremy Hinzman era un desertor del Ejército de Estados Unidos que solicitó el estatuto de refugiado en Canadá como objetor de conciencia, uno de muchos resistentes a la guerra de Irak. El abogado de Hinzman, Jeffry House, había planteado anteriormente la cuestión de la legalidad de la guerra de Irak como algo que afectaba a su caso. La sentencia del Tribunal Federal se hizo pública el 31 de marzo de 2006 y denegó la solicitud del estatuto de refugiado. En la decisión la jueza Anne L. Mactavish trató el tema de la responsabilidad personal:
Una persona debe participar en la formulación de políticas para ser culpable de un crimen contra la paz... no se espera que un soldado raso ordinario realice su propia evaluación personal sobre la legalidad de un conflicto. Del mismo modo, no se puede responsabilizar penalmente a una persona por luchar en apoyo de una guerra ilegal, suponiendo que su conducta personal en tiempo de guerra sea correcta.

El 15 de noviembre de 2007, un quórum del Tribunal Supremo de Canadá formado por los jueces Michel Bastarache, Rosalie Abella y Louise Charron rechazó una solicitud para que el Tribunal viera el caso en apelación, sin dar razones. 